# Autostrada M35 (Węgry)
Autostrada M35 (węg. M35 autópálya) – autostrada na Węgrzech łącząca Debreczyn z autostradą M3.
Odcinek stanowiący obwodnicę Debreczyna został oddany do użytku w kwietniu 2006 roku, zaś drogę łączącą miasto z autostradą M3 otwarto 15 grudnia 2006 roku. W przyszłości planowane jest przedłużenie autostrady do rumuńskiej granicy i miasta Oradea.